# Animal Crossing: Let's Go to the City
Animal Crossing: Let's Go to the City is een computerspel uit 2008 voor de Wii. Het spel maakt deel uit van de Animal Crossing-serie, en werd officieel aangekondigd op de E3 2008 als een Wii-spel dat gebruik zou maken van het WiiConnect24 van de console. Het spel maakt gebruik van Wii Speak, een microfoonoptie voor Wii.
Animal Crossing: Let's Go to the City is een van de bestverkochte spellen voor de Wii met wereldwijd 3,38 miljoen exemplaren.

## Spel
Animal Crossing: Let's Go to the City bestaat uit een dorp en een kleine stad die later door opdrachten te voltooien kan worden vrijgespeeld. De speler neemt de rol aan van dorpsbewoner (villager) en kiest in het begin van het spel een huisje om in te wonen. In het dorp is een gemeentehuis, een kledingwinkel, een museum, en een winkeltje. Om de lening van het huis af te betalen moet de speler voorwerpen verzamelen, zoals fruit, vissen, en insecten, en die tegen betaling te verkopen aan de eigenaar van het winkeltje. Andere inwoners van het dorp kunnen de speler ook vragen opdrachten voor hen uit te voeren, om zo voorwerpen te verdienen.
Een belangrijk nieuw onderdeel van het spel is het reizen per bus naar de stad. In deze stad zijn verschillende winkels te vinden, zoals een theater, kapperszaak, en een waarzegger.
Animal Crossing is een levenssimulatiespel waarin het dagelijks leven wordt nagebootst, zoals sociale contacten leggen, geld verdienen, en nieuwe dingen ontdekken. Het staat de speler vrij om in het spel te bewegen en te doen wat hij wil. Omdat het spel is gelinkt aan de actuele datum en tijd, zullen ook elementen als dag en nacht, en de seizoenen overeenkomen.
In een interview in 2006, zei Katsuya Eguchi, hoofd van het Animal Crossing-ontwikkelingsteam, dat "je een brief of e-mail van hun mobiele telefoon of pc naar de Wii zou kunnen sturen, en dat de speler in Animal Crossing die brief dan zou kunnen ontvangen." In een ander interview met IGN zei Eguchi dat zijn team de mogelijkheden van WiiConnect24 aan het testen was, zoals het uitnodigen van vrienden in de stad of berichten achterlaten als de Wii in stand-by stand staat.

## Ontvangst
| Beoordeeld door   | Datum            | Score |
| ----------------- | ---------------- | ----- |
| videogamer.com    | 24 november 2008 | 80%   |
| Jeuxvideo.fr      | 9 december 2008  | 80%   |
| Gameswelt         | 31 december 2008 | 76%   |
| GameSpot          | 18 november 2008 | 75%   |
| IGN               | 16 november 2008 | 75%   |
| JeuxActu          | 12 december 2008 | 65%   |
| Worth Playing     | 11 januari 2009  | 62%   |
| Thunderbolt Games | 11 juli 2009     | 60%   |
| Retroage          | 13 november 2011 | 57%   |
| That Gaming Site  | 24 november 2008 | 55%   |

## Trivia
- In de Verenigde Staten is het spel uitgebracht onder de titel Animal Crossing: City Folk, in Japan als 街へいこうよ　どうぶつの森 (Machi e Ikō yo Dōbutsu No Mori?, Animal Forest: Let's Go to Town) en in Zuid-Korea als 타운으로 놀러가요 동물의 숲 (Tauneuro Nolleogayo Dongmul-ui Sup, Animal Forest: Let's Visit the Town).
- Er is bewijs dat het Wii-prikbord geïnspireerd werd door Animal Crossing: Let's Go to the City. Bijvoorbeeld, een ongebruikte achtergrond voor berichten had een Animal Crossing-thema.
- Dit spel, zoals alle andere in de serie, speelt zich af in het noordelijk halfrond. Spelers in het zuidelijk halfrond ervaren dus ook de seizoenen alsof ze in het noordelijk halfrond waren. In het spel Animal Crossing: New Horizons kan dit worden aangepast.